# Nowy lepszy świat (album)
"Nowy lepszy Świat" – siódmy album zespołu Akurat. Płyta została wydana 9 września 2016 roku nakładem Mystic Production.

## Spis utworów
1. "Nowy Lepszy Świat" – 3:33
2. "Trochę" – 5:09
3. "Sędzia" – 3:32
4. "Miłość" – 4:17
5. "Broń" – 2:27
6. "Biegnę" – 2:58
7. "Butelki i Kamienie" – 5:32
8. "Fan" – 3:45
9. "Klin" – 4:45
10. "Lato Festiwalowe" – 3:43
11. "Bunt" – 4:17